# Edvin Muratović
Edvin Muratović (15 de febrero de 1997) es un futbolista luxemburgués, nacionalizado montenegrino, que juega en la demarcación de delantero para el Odra Opole de la I Liga de Polonia.

## Selección nacional
Tras jugar con la selección de fútbol sub-17 de Luxemburgo, la sub-19, la sub-19 de Montenegro y la selección de fútbol sub-21 de Luxemburgo finalmente, y tras su decisión de jugar con su país natal, debutó con la selección de fútbol de Luxemburgo el 7 de octubre de 2020. Lo hizo en un partido amistoso contra Liechtenstein que finalizó con un resultado de 1-2 a favor del combinado liechtensteiniano tras el gol de Gerson Rodrigues para Luxemburgo, y de Fabio Wolfinger y Nicolas Hasler para Liechtenstein.

### Goles internacionales
| # | Fecha                 | Estadio                                    | Oponente   | Gol | Resultado | Competición                             |
| - | --------------------- | ------------------------------------------ | ---------- | --- | --------- | --------------------------------------- |
| 1 | 13 de octubre de 2020 | Estadio Pod Goricom, Podgorica, Montenegro | Montenegro | 1-1 | 1–2       | Liga de las Naciones de la UEFA 2020-21 |

## Clubes
| Club                       | País       | Año       | Partidos | Goles |
| -------------------------- | ---------- | --------- | -------- | ----- |
| RE Virton                  | Bélgica    | 2016-2018 | 24       | 6     |
| F91 Dudelange              | Luxemburgo | 2018      | 4        | 0     |
| FC Differdange 03 (cedido) | Luxemburgo | 2018-2019 | 21       | 7     |
| F91 Dudelange              | Luxemburgo | 2019-2022 | 59       | 19    |
| Racing FC Union Luxemburgo | Luxemburgo | 2022-2024 | 39       | 14    |
| Resovia Rzeszów (cedido)   | Polonia    | 2024      | 9        | 3     |
| Odra Opole                 | Polonia    | 2024-     | 20       | 6     |

## Palmarés

### Campeonatos nacionales
| Título             | Club          | País       | Año  |
| ------------------ | ------------- | ---------- | ---- |
| Division Nationale | F91 Dudelange | Luxemburgo | 2018 |
| Division Nationale | F91 Dudelange | Luxemburgo | 2022 |